# Lope I. od Pallarsa
Grof Lope (umro 948.) bio je španjolski grof Pallarsa (920. – 948.).
Bio je vrlo vjerojatno sin grofa Rajmonda I. i njegove prve supruge (Guinigenta?) te brat grofova Isarna i Bernarda I. Imao je i brata Ata, koji je bio katolički biskup.

## Brak
Lopeova je supruga bila Gotruda de Cerdaña (Cerdanya), čiji je otac bio Miró II. Imali su djecu:
- Ramón II. od Pallarsa
- Borrell I. od Pallarsa
- Suñer I.[4]
- Sunifredo
- Riquilda

Lopea su nakon smrti sinovi naslijedili.

## Poveznice
- Sančo I., Lopeov rođak, kralj